# Turac de Schalow
El turac de Schalow (Tauraco schalowi) és una espècie d'ocell de la família dels musofàgids (Musophagidae) que habita zones boscoses, per una banda al sud de Kenya i nord de Tanzània, i per altra en Angola, sud-est de la República Democràtica del Congo, Malawi, sud-oest de Tanzània, Zàmbia i zones limítrofes del nord-est de Namíbia, nord de Botswana i nord-est de Zimbàbue.